# Carlephyton madagascariense
Carlephyton madagascariense är en kallaväxtart som beskrevs av Henri Lucien Jumelle. Carlephyton madagascariense ingår i släktet Carlephyton och familjen kallaväxter. Inga underarter finns listade.